# إلياس الهراوي
إلياس الهراوي (4 سبتمبر 1926  - 7 يوليو 2006 )، رئيس الجمهورية اللبنانية من عام 1989 إلى عام 1998. انتخب سنة 1989 بعد اغتيال الرئيس رينيه معوض. شهدت بداية عهده نهاية الحرب الأهلية. مددت ولايته بثلاث سنوات إذ أقر المجلس النيابي قانون التعديل الدستوري بتمديد ولايته في أكتوبر عام 1995 بأكثرية 110 أصوات ومعارضة أحد عشر نائبًا وغياب سبعة، وبذلك أصبحت مدة ولايته تسع سنوات انتهت في 24 نوفمبر 1998، وكان قد انتخب سنة 1972 نائبًا في البرلمان.

## حياته العلمية والعملية
- حصل على شهادة البكالوريوس في التجارة من جامعة القديس يوسف.[4]
- دخل إلى الحياة السياسية من باب التعاونيات الزراعية وغرفة التجارة والصناعة والزراعة في البقاع، إذ ترأس مجلس إدارة تعاونيات مزارعي الشمندر واتحاد التعاونيات الزراعية في البقاع في العام 1959 [4]، ثم أصبح نائب رئيس غرفة التجارة والصناعة فيها في العام 1963 [4]، كما انتخب عضوًا في مجلس بلدية زحلة.[4]
- ترشح للانتخابات النيابية للمرة الأولى في دورة عام 1968 عن دائرة زحلة[4]، لكنه لم ينجح في الوصول إلى المجلس النيابي إلا في دورة عام 1972 بعد ترشحه على لائحة النائب جوزيف سكاف[4]، وظل نائبًا حتى انتخابه رئيسًا للجمهورية وذلك بفعل الحرب الأهلية وتمديد عمل المجلس النيابي لتعذر إجراء انتخابات جديدة.
- في 25 أكتوبر 1980 عين وزيرًا للأشغال العامة والنقل وذلك في حكومة الرئيس شفيق الوزان بعهد الرئيس إلياس سركيس.[4]
- شهد على الكثير من الأحداث التي مرت بلبنان خلال الحرب الأهلية، وقام خلالها باتصالات بالمسئولين عن الحرب ذللت العديد من العقبات كوقف إطلاق النار في زحلة. كما حضر توقيع الاتفاق الثلاثي في 28 ديسمبر 1985 في سوريا[4] لإنهاء الحرب اللبنانية وبدء مرحلة جديدة له، إضافة إلى المشاركة في مؤتمري جنيف ولوزان خلال عامي 1983 و1984.
- كان أحد الموقعين على اتفاق الطائف كونه أحد أعضاء مجلس النواب القائم، وبعد المصادقة على الاتفاق ترشح في أول انتخابات للرئاسة بمواجهة رينيه معوض وجورج سعادة[5]، وحصل في هذه الانتخابات على 5 أصوات[5] مقابل 34 صوت لرينيه معوض و16 صوت لجورج سعادة[5]، إلا أن الرئيس رينيه معوض اغتيل بعد 17 يوما من انتخابه، فأجريت انتخابات انتخب خلالها رئيسًا للجمهورية بعد حصولة على 47 صوتًا مقابل 5 أوراق بيضاء.[5] تولى الرئاسة لمدة تسعة سنوات بعد أن قام مجلس النواب في 19 أكتوبر 1995 بتمديد ولايته ثلاث سنوات بأكثرية 110 صوت ومعارضة أحد عشر نائبًا وغياب سبعة.[4]

## حياته الأسرية
هو الابن الأصغر لخليل الهراوي وهيلانه حرب، وأحد أخوته النائب جورج الهراوي.

### أسرته
تزوج في عام 1947 من إيفلين سليم الشدياق وانجب منها رينا وجورج وروي، وحصل الطلاق بينهما في عام 1959. وفي 13 فبراير 1961 تزوج من منى إبراهيم جمال التي لقبت بعد الزواج بمنى الهراوي، وأنجب منها زلفا (زوجه الوزير فارس بويز) ورولان، بالإضافة إلى ابن آخر توفي صغيرًا.

## روابط خارجية
- إلياس الهراوي على موقع مونزينجر (الألمانية)
- إلياس الهراوي على موقع أوليمبيديا (الإنجليزية)